# 児玉徹郎
児玉 徹郎（こだま てつろう）は、日本の映像監督、映像作家。

## 人物
ノルウェーの絵本が原作の「KUBBE（キュッパ）」や、プリキュアシリーズのエンディングのアニメーション、また、NHKの音楽番組「みんなのうた」やEテレのアニメーションなどを制作している。
京都造形芸術大学（現京都芸術大学）専任講師（2009年 - 2012年）、のち同大学客員教授（2012年 − 2013年）。
2012年設立のアニメーション制作会社・株式会社ECHOES（エコーズ）代表取締役。
大分県生まれ。

## 作品一覧

### オリジナル作品
- MY HOME 私の家 (2005)[2]
- RUNNINGMAN (2007)
- Curly (2014)[3]
- PIANOMAN ピアノマン (2020)[4]

### 参加作品
- 2006.6 - 2006.8 日清カップヌードル「FREEDOM」背景構図
- 2006.4 - 2007.3 「N・Y・SARADA やさいのようせい」美術監督
- 2008年 東京オンリーピック『ホームアスロン』監督
- 映画『ONE PIECE FILM Z』 OP制作
- 『KUBBE～Kort animasjon～』（2014）監督[5]
- NHKみんなのうたチョコと私 / 八神純子（2014年2月・3月放送）アニメーション制作[6]
- NHKみんなのうた僕はここで生きていく / クリス・ハート（2015年12月〜2016年01月）アニメーション制作[7]
- 島耕作のアジア新立志伝 アニメーション制作[8]
- 情報番組「Discover四国」OP制作
- PS4ドラゴンクエストXI アートデザイナー
- NHKみんなのうたキズナキズ / flumpool（2017年02月〜03月）アニメーション制作[9]
- NHK Eテレ『うっかりペネロペ』69話、74話 制作
- 『キラキラ☆プリキュアアラモード』前期エンディング[10]
- 『キラキラ☆プリキュアアラモード』後期エンディング[11]
- 『HUGっと!プリキュア 』EDアニメーション[12]
- 『アイカツフレンズ!』前期EDアニメーション[13]
- スマホゲーム『コンパス 戦闘摂理解析システム』ヒーローたちの短編アニメーションプロジェクト 第一弾まとい編 監督[14]
- 『アイカツフレンズ!』後期EDアニメーション[15]
- 映画『ドラゴンボール超 ブロリー』3Dパート制作[16]
- 『スター☆トゥインクルプリキュア』前期エンディング[17]
- やなせたかし生誕100周年記念「勇気の花がひらくとき やなせたかしとアンパンマンの物語」監督[18]
- 『スター☆トゥインクルプリキュア』後期エンディング[19]
- スマホゲーム『#コンパス 戦闘摂理解析システム』のヒーローたちの短編アニメーションプロジェクトマルコス編 監督[20]
- 映画『くまのがっこう＆ふうせんいぬティニー』くまのがっこう監督[21]
- 映画『フラ・フラダンス』CGディレクター[22]
- 23rd DigiCon6 ASIA OP監督
- オリジナルアニメーション『Artiswitch』＃6 アニメーション
- 映画「THE FIRST SLAM DUNK」アニメーション[23][24]
- 映画『ドラゴンボール超 スーパーヒーロー』監督[25]

## 受賞歴
MY HOME (2005)
- 第9回 文化庁メディア芸術祭 アニメーション部門 審査委員会推薦作品（2005）[26]
- CGアニメコンテスト 第17回グランプリ（2005）[27]
- 東京アニメアワード 企業賞（2005）

RUNNINGMAN（2007）
- 東京アニメアワード 優秀作品賞（2007）
- DigiCon6+2 受賞（2006）[28][29]

PIANOMAN（2020）
- 第24回 文化庁メディア芸術祭 アニメーション部門 審査委員会推薦作品（2020）[30]
- 富山映像大賞2020 特別審査員賞（2020）[31]
- 筑波ショートムービーコンペティション2020 ウィットスタジオアニメーション賞（2020）[32]
- KDCC北九州デジタルクリエーターコンテスト2020 大賞（2020）[33]
- New York Lift-Off Film Festival 2021 ノミネート